# Pombia
Pombia (Pombia in piemontese, Pumbia in lombardo) è un comune italiano di 2 107 abitanti della provincia di Novara in Piemonte.
È sede di un parco di divertimenti e zoologico chiamato Safari Park.

## Storia
Antico comune situato sulle sponde del Ticino. Le sue origini risalgono al periodo romano, quando il centro abitato era noto con il nome di Flavia Plumbia. Tra i siti di maggiore interesse storico le rovine di Castel Domino e la vicina chiesa romanica di San Vincenzo in castro.

### I Conti di Pombia, i Conti di San Giorgio e i conti Della Porta

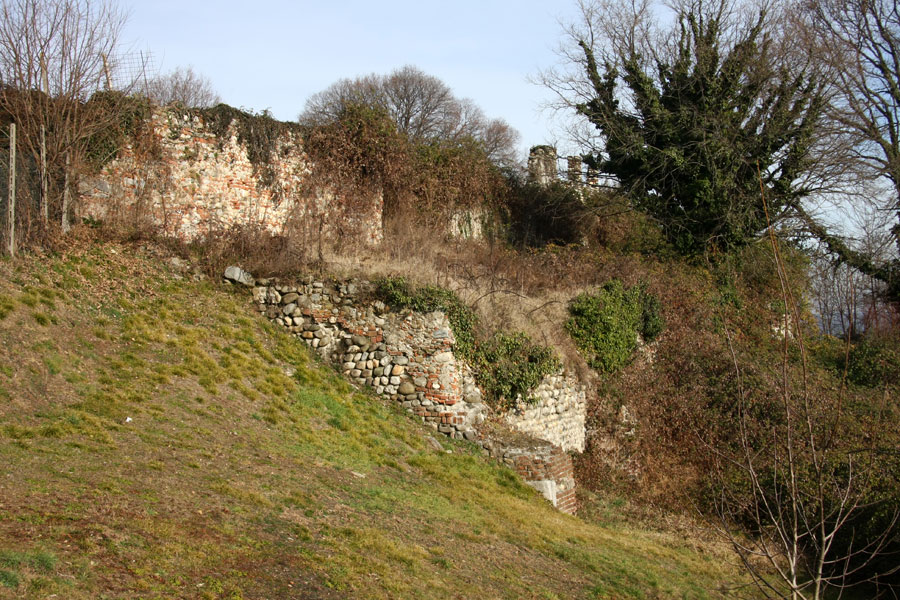
I ruderi dell'antico castello

Nelle vicinanze sorge l'abitato di San Giorgio, sede di un'arimannia fin dall'epoca longobarda, mentre la stirpe feudataria della contea era franca. 
Restano pochi residui delle tombe arimanniche e dell'antica chiesa di San Giorgio, risalente al IX secolo, un tempo circondata da un fortilizio che serviva ai Conti per il controllo delle aurifodine sul Ticino e per riscuotere i diritti di passaggio sul fiume; dall'abitato si osserva anche il rudere del castello di Pombia che fino al XII secolo ospitò i conti di Pombia, feudatari, discendenti di Arduino re d'Italia.
Nel 1028 il titolo di conte di Pombia passò a Guido I, che darà inizio alla stirpe dei conti di Biandrate con Guido II, il quale nel 1070 acquistò castelli a Biandrate ed in Valsesia. Questo ramo principale della famiglia, in seguito alla donatio Riprandi, fondò l'Abbazia dei Santi Nazario e Celso di San Nazzaro Sesia, tuttora esistente. Nell'abitato di San Giorgio, presso il castello di Pombia, rimase un ramo cadetto, il cui stipite fu Albrecht di Pombia; questo ramo era di stirpe franca ma con profondi legami anche familiari con i longobardi della fara di San Giorgio.
Da questo ramo cadetto dei conti di Pombia discesero gli Alberti, poi conti Della Porta estintisi alla metà del Novecento dopo aver preso la contea di Suno e, con diretta discendenza da Ferrabue conte di Pombia, discendono i Bertinotti di San Giorgio, di nobiltà imperiale asburgica ed ungherese (discendenti per linea femminile dei principi conti di Celje), tuttora fiorenti ed attualmente decorati del titolo di conti di Pombia e Varallo, conti palatini e nobili del Sacro Romano Impero (ex regia patente di Vittorio Amedeo III del 1792) e di quello di Vitéz di Ungheria per decreto del palatino di Ungheria Josef Arpad d'Asburgo: levano per armi uno scudo d'oro a tre pali di rosso, il tutto accollato all'aquila bicipite, alias alla basilica e alle chiavi decusse (per breve pontificio del 1511 che li elevò alla contea palatina lateranense); corona di conte. Tra i Conti di Varallo e Pombia si annovera dal 1784, la Casata dei Bollini Simonetta, che ebbe nella Contessa Teresa Bollini Simonetta Mocenigo Soranzo, l'ultima discendente, proprietaria dell'omonima Villa, che, nel 1975 passò al Comune.

### Simboli
Lo stemma e il gonfalone sono stati concessi con decreto del presidente della Repubblica del 7 agosto 1990.
Nello stemma è rappresentato, in campo d'argento, un castello di rosso, munito di un'alta torre centrale merlata alla guelfa e fondato sulla pianura di verde; con il capo di rosso, alla croce d'argento.
Il gonfalone è un drappo partito di bianco e di rosso.

## Società

### Evoluzione demografica
Abitanti censiti

## Amministrazione
Di seguito è presentata una tabella relativa alle amministrazioni che si sono succedute in questo comune.
| Periodo        | Periodo        | Primo cittadino      | Partito                                          | Carica  | Note  |
| -------------- | -------------- | -------------------- | ------------------------------------------------ | ------- | ----- |
| 1945           | 1947           | Ernesto Silvestri    |                                                  | Sindaco |       |
| 1947           | 1955           | Angelo Fratelli      |                                                  | Sindaco |       |
| 1955           | 1956           | Pierino Colombo      |                                                  | Sindaco |       |
| 1956           | 1960           | Giovanni Colombo     |                                                  | Sindaco |       |
| 1961           | 1962           | Giovanni Ugo         |                                                  | Sindaco |       |
| 1962           | 1969           | Michele Gramoni      |                                                  | Sindaco |       |
| 1970           | 1974           | Angelo Ferazza       |                                                  | Sindaco |       |
| 26 giugno 1975 | 25 maggio 1990 | Bruno Gianelli       | Partito Comunista Italiano                       | Sindaco | [ 6 ] |
| 25 maggio 1990 | 24 aprile 1995 | Bruno Gianelli       | Partito Comunista Italiano                       | Sindaco | [ 6 ] |
| 24 aprile 1995 | 14 giugno 1999 | Bruno Gianelli       | lista civica                                     | Sindaco | [ 6 ] |
| 14 giugno 1999 | 17 aprile 2000 | Bruno Gianelli       | centro                                           | Sindaco | [ 6 ] |
| 17 aprile 2000 | 14 maggio 2001 | Elena Strohmenger    | lista civica                                     | Sindaco | [ 6 ] |
| 14 maggio 2001 | 16 maggio 2011 | Alberto Luigi Pilone | lista civica                                     | Sindaco | [ 6 ] |
| 16 maggio 2011 | 4 ottobre 2021 | Giovanni Grazioli    | lista civica: Pombia nel cuore                   | Sindaco | [ 6 ] |
| 4 ottobre 2021 | in carica      | dott. Nicola Arlunno | lista civica: Per POMBIA, Nicola Arlunno Sindaco | Sindaco | [ 6 ] |

## Note

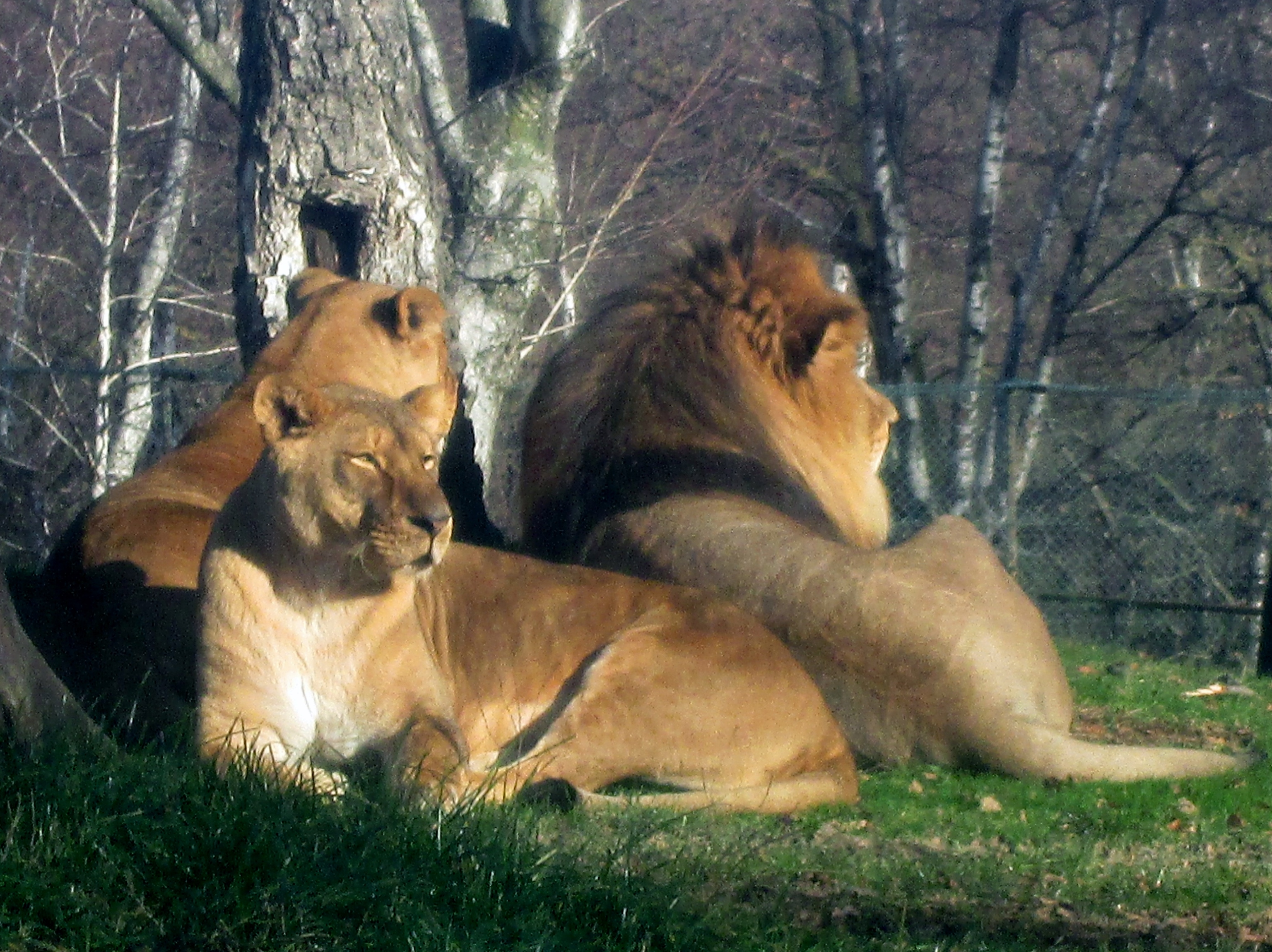
Leoni al Pombia Safari Park